# 定数関数
数学の分野における定数関数（ていすうかんすう、英: constant function; 定値写像）とは、それがとりうる値が変数の変動によって変わらない定数値の関数（写像）のことを言う。例えば、関数 f(x) = 4 はすべての値を 4 へと写すため、定数関数である。

## 定義
やや異なる二つの定義ができる（両者の間には、大まかに言えば空写像の扱いで差がある）。
1. 集合 A, B および B の元 c が与えられたとき、関数 f: A → B が値 c を持つ定数関数であるとは、f(x) = c (∀x ∈ A) を満たすときに言う。[2][3]
2. 集合 A, B が与えられたとき、関数 f: A → B が定数関数であるとは f(x) = f(y) (∀x, y ∈ A) が成立することを言う[4]

1. の意味で定数ならば 2. の意味でも定数となるのは明らかであるが、逆はやや込み入てくる。まず、A が元を持つならばどうということはない。
A が空であるときに、一意に定まる空写像は空虚な意味で（2. の意味での）定数関数と考えることができるが、B が空ならばそれは値を持たない（つまり 1. の意味で定数でない）。A が空で B が元を持つ場合に関しては、排中律を必要とするので、前提とする論理によってはそれも問題になる。

## 実定数函数の概観
実函数（実変数実数値の函数）としての定数函数は、一般に実数 c を用いて f(x) = c あるいは簡単に y = c がその一般形となる。定数函数 y = c のグラフは、xy-平面 上の水平線で点 (0, c) を通る。
一変数 x の多項式函数の文脈では非零定数函数と恒等的に零な函数は区別を受ける。つまり、「次数 0 の多項式」は一般形が f(x) = c (c ≠ 0) となる函数を定め、この函数は x-軸との交点（函数の根）を持たない。他方、零多項式 f(x) = 0 は（自明な）定数函数（零函数）を定め、この場合は任意の x が根となり、グラフは xy-平面の x-軸に一致する。
定数函数は偶函数である。つまり定数函数のグラフは y-軸に関して対称である。奇函数となる定数函数は零函数に限られるから、その意味でも値が零か非零かでは違いがある。
函数の微分はそれが定義されている文脈において、函数の値の変化率を測るものである。したがって定義により定数函数は変化をしないのだからその微分は 0 である。それをしばしば (c)′ = 0 のように書く。逆もまた正しい。すなわち、y′(x) = 0 (∀x) ならば y(x) は定数函数である。

## 性質
定数関数は、合成関数に関して、二つの方法で特徴づけられる。
次の条件はすべて同値である：
1. f: A → B は定数関数である。
2. すべての関数 g, h: C → A に対して、f ∘ g = f ∘ h が成り立つ（ここで "∘" は関数の合成を表す）。
3. f と他の任意の関数との合成は、定数関数である。

上述の定数関数についての初めの特徴づけは、圏論の分野におけるより一般的な定数射の概念の性質を定義する上での動機となるものである。
前順序集合の間の定値写像は、順序を保存しかつ順序を逆にする写像である。逆に、f が順序を保存し、かつ逆にする写像であり、さらに f の定義域が束であるなら、f は必ず定値写像である。
定値写像の性質には、他に次のようなものがある：
- 始域と終域が等しいすべての定値写像は、冪等である。
- 位相空間の間のすべての定値写像は、連続写像である。

連結集合上の関数が局所定数関数であるための必要十分条件は、それが定数関数であることである。

## 注